# Prescot
Prescot – miasto w Wielkiej Brytanii, w Anglii, w regionie North West England, w hrabstwie Merseyside. W 2001 r. miasto to zamieszkiwało 11 184 osób.
W Prescot ma swą siedzibę klub piłkarski – Prescot Cables F.C.